# Papilomatosis vestibular
La papilomatosis vestibular (PV) es una afección cutánea de la vulva, caracterizada por proyecciones finas rosadas, asintomáticas del epitelio vestibular o labios menores.  Es el equivalente femenino de las pápulas perladas.  A menudo se piensa que es una infección por el virus del papiloma humano (VPH), pero varios estudios han demostrado que la afección no es viral y no es una enfermedad de transmisión sexual (ETS). 

## Descripción
Los estudios de ADN han demostrado que cualquier relación con el VPH es pura coincidencia (ya que un alto porcentaje de la población sexualmente activa tiene o ha tenido VPH). La papilomatosis vestibular no es transmisible ni patológica. El VPH se volverá blanco tras una prueba de aplicación de vinagre, y la papilomatosis vestibular no. Además, el VPH se produce en grupos en forma de coliflor en la base, mientras que la papilomatosis vestibular no lo hace. No puede ser transmitido sexualmente. La mayoría de las mujeres no tienen síntomas con el crecimiento; sin embargo, algunas reportan picazón, escozor, ardor y dolor donde aparecen los crecimientos, y los síntomas a menudo se diagnostican erróneamente como una infección de levadura. Al igual que las infecciones por levaduras, existe una secreción asociada con papilomatosis vestibular. La condición a veces se conoce como papilomatosis escamosa. 
Existe alguna evidencia de que puede ser congénita; sin embargo, estos casos son extremadamente raros.